# Прибой (община)
Прибой (серб. Прибој) — община в Сербии, входит в Златиборский округ.
Население общины составляет 28 603 человека (2007 год), плотность населения составляет 52 чел./км². Занимаемая площадь — 553 км², из них 33,3 % используется в промышленных целях.
Административный центр общины — город Прибой. Община Прибой состоит из 33 населённых пунктов, средняя площадь населённого пункта — 16,8 км².

## Статистика населения общины
| Год  | Население, чел. |
| ---- | --------------- |
| 1991 | 32 753          |
| 2001 | 30 549          |
| 2002 | 30 313          |
| 2003 | 30 104          |
| 2004 | 29 793          |
| 2005 | 29 447          |
| 2006 | 29 070          |
| 2007 | 28 603          |